# Afterwords
Afterwords — сьомий студійний альбом американської групи Collective Soul, який був випущений 27 серпня 2007 року.

## Композиції
1. New Vibration - 3:20
2. What I Can Give You - 3:45
3. Never Here Alone - 3:05
4. Bearing Witness - 3:36
5. All That I Know - 4:11
6. I Don't Need Anymore Friends - 3:34
7. Good Morning After All - 4:22
8. Hollywood - 3:06
9. Persuasion of You - 3:37
10. Georgia Girl - 3:25
11. Adored - 4:15